# Estratto dagli archivi segreti della polizia di una capitale europea
Estratto dagli archivi segreti della polizia di una capitale europea è un film del 1972, accreditato a Riccardo Freda ed ultimato da Filippo Walter Ratti.

## Trama
Un gruppo di giovani si addentra casualmente all'interno di una tetra dimora. Inizialmente vengono ben accolti ma, in seguito, scoprono un terribile segreto che coinvolge quello strano posto. La casa, infatti, è teatro di una cerimonia satanista.

## Produzione
Originariamente, a dirigere il film doveva essere Mario Bianchi. 
Le riprese incominciano nel giugno del 1972. A causa di numerosi contrasti con la produzione, Riccardo Freda abbandona il set solo dopo pochi giorni. Viene, quindi, contattato Filippo Walter Ratti per terminare la pellicola.
Il regista Freda, in più occasioni, ha voluto misconoscere il lungometraggio. Nonostante ciò, tutte le locandine e le edizioni successive sono accreditate al cineasta italo-egiziano.
É l'ultimo film interpretato da Irina Demick.

## Distribuzione
La pellicola è uscita nelle sale italiane il 20 dicembre del 1972. Il film è stato distribuito in pochissimi cinema.
Nel 2004, in occasione del 61º Festival di Venezia, Estratto dagli archivi segreti venne presentato all'interno della retrospettiva Storia Segreta del Cinema Italiano.